# Michael William Warfel

Wappen von Michael William Warfel als Bischof von Great Falls-Billings

Michael William Warfel (* 16. September 1948 in Elkhart) ist ein US-amerikanischer römisch-katholischer Geistlicher und emeritierter Bischof von Great Falls-Billings.

## Leben
Michael William Warfel empfing im August 1979 die Diakonen- und am 26. April 1980 die Priesterweihe für das Erzbistum Anchorage.
Papst Johannes Paul II. ernannte ihn am 19. November 1996 zum Bischof von Juneau. Der Erzbischof von Anchorage, Francis Thomas Hurley, spendete ihm am 17. Dezember desselben Jahres die Bischofsweihe; Mitkonsekratoren waren Michael Joseph Kaniecki SJ, Bischof von Fairbanks, und William Stephen Skylstad, Bischof von Spokane.
Vom 23. Oktober 2001 bis zum 7. Juni 2002 war er während der Sedisvakanz Apostolischer Administrator von Fairbanks.
Am 20. November 2007 ernannte ihn Papst Benedikt XVI. zum Bischof von Great Falls-Billings. Die Amtseinführung fand am 16. Januar des folgenden Jahres statt.
Am 22. August 2023 nahm Papst Franziskus seinen Rücktritt an, der wenige Wochen vor dem Erreichen der Altersgrenze für Bischöfe wirksam wurde.